# 福里德布爾沙達爾烏帕齊拉
福里德布爾沙達爾乌帕齐拉是孟加拉国福里德布爾縣的一个乌帕齐拉，位於達卡专区的福里德布爾縣。

## 人口
據1991年孟加拉國人口普查，福里德布爾沙達爾共有戶數60,454戶，人口335386人。其中男性佔比51.91%，女性佔比48.09%；成年人口176,469人。該地7歲以上人口之平均識字率為34.2%，高於全國平均值（32.4%）。